# Iwan Kaminski
Iwan Nikołajewicz Kaminski, ros. Иван Николаевич Каминский (ur. w 1896 we wsi Korni w guberni kijowskiej, zm. w 1944 w okupowanym Żytomierzu) – radziecki funkcjonariusz służb specjalnych.

## Życiorys
Ukończył szkołę podstawową. W 1911 przyjechał do Moskwy, gdzie pracował jako goniec w wydawnictwie książkowym „Agronom”. Ukończył gimnazjum. W 1915 został zmobilizowany do armii rosyjskiej. Ukończył szkołę praporszczików, po czym brał udział w I wojnie światowej. Służył na froncie rumuńskim, dochodząc do stopnia porucznika. Po rewolucji bolszewickiej 1917 r., walczył po stronie Czerwonych na Ukrainie. Współorganizował na tyłach wojsk ukraińskich 1 Wołyńską Powstańczą Dywizję Rewolucyjną. Po jej przeformowaniu w pułk strzelecki objął jego dowództwo. Podczas walk został ciężko ranny. Leczył się w szpitalu wojennym w Moskwie. Po wyleczeniu został skierowany do służby w Oddziale Specjalnym Moskiewskiej CzeKa. Na początku 1922 przeszedł do INO OGPU. Od tego roku pełnił funkcję zastępcy rezydenta OGPU w Polsce, zaś od 1925 w Czechosłowacji. W tym samym roku został rezydentem OGPU na Łotwie, w 1927 we Włoszech, zaś w 1929 w Finlandii. Następnie objął rezydenturę NKWD na kierunku bałkańskim. Na pocz. lat 30. likwidował szkody związane z wpadką rezydentury NKWD w Polsce. Po powrocie do Moskwy krótko pracował w centrali NKWD, po czym wiosną 1934 przejął rezydenturę paryską. Prowadził działania skierowane przeciwko emigracyjnym organizacjom białogwardyjskim działającym we Francji, Belgii i Szwajcarii, a także częściowo w Niemczech i Polsce. Podczas działań związanych z rozpracowywaniem przywódcy Organizacji Ukraińskich Nacjonalistów (OUN) Jewhena Konowalca został aresztowany przez policję szwajcarską. Po szybkim wyjściu na wolność z powodu niemożności dalszego prowadzenia nielegalnej działalności wywiadowczej został odwołany do ZSRR. W 1938 został aresztowany przez NKWD. Na pocz. 1944 r. wyszedł na wolność, po czym skierowano go na okupowaną przez Niemców zachodnią Ukrainę w celu likwidacji podziemia ukraińskiego. Zagrożony aresztowaniem przez Abwehrę w Żytomierzu popełnił samobójstwo.